# مصنع الحلوى ستارت أب
مصنع الحلوى ستارت أب هو مبنى تاريخي يقع في بروفو بولاية يوتاه، وهو مدرج في السجل الوطني للأماكن التاريخية، فيه أنتجت أول أنواع قطع الحلوى Candy bar في الولايات المتحدة.

## بدء تشغيل مصنع الحلوى

### شركة
بدء التشغيل الحلوى تأسست الشركة من قبل ويليام ستارت أب. وقد بناء المصنع في 534 جنوب 100 غرب عام 1900م للمساعدة في توسيع نطاق الأعمال العائليه. واحدة من أولى الشركات الحلوى في يوتاه، شركة ستارت أب للحلوى ازدهرت في مناخ يوتاه الجاف. أنتجت الشركة أول قطع حلوى في الولايات المتحدة، بالأضافه إلى كونها الأولى في إنتاج وبيع الآيس كريم. [بحاجة لمصدر] ساعد هذا المرفق يوتاه في إنتاج المزيد من الحلوى أكثر من بقية دول ما بين الجبال مجتمعة. [بحاجة لمصدر] شركة ستارت أب للحلوى أول شركة في ولاية يوتاه لتقديم تقاسم الأرباح لموظفيها. [بحاجة لمصدر]
تمت أضافة مصنع الحلوى إلى مدينة بروفو المعالم التاريخية التسجيل في 21 مارس عام 1996م. [بحاجة لمصدر]

### بناء
مزيج بين طراز المستودع وطراز تجاري خفيف، مصنع الشمعة الخاص بستارت أب يتكون من طابقين وقبو. الجزء الجنوبي من المبنى هو عادي إلى حد ما مع أي من العناصر تزيينية التي تزين الخارج، فإنه يعرض غير المتكافئة الواجهة. الجزء الأوسط هو أكثر الزخرفية، مع روماني مقوسة الباب خليج حزام الحجر الحال، وكذلك راحة الطوب لوحات يغلف نافذة الباب الخلجان. القسم الشمالي لديه قرميد مشوه على طول المستوى الثاني.

### عائلة ويليام داو ستارت أب
ولد وليام ستارت أب وسيلينا موريس في ويدكومب، إنجلترا، في 8 سبتمبر عام 1846م، ساعد ويليام والده في صنع الحلوى كطفل تحت متجر البيع بالتجزئة في القبو. بعد ان اعتنق ويليام كنيسة يسوع المسيح لقديسي اليوم الأخير، هاجر وحده من أسرته إلى الولايات المتحدة.في بيت الأوقاف كان ويليام وهاغار قد أستقروا في 14 نوفمبر 1869م، تزوج ويليام \ هاجر في سولت لايك سيتي الوقف المنزل. تزوج مرة واحدة، وليام هاجر واستقر في بحيرة الملح، على أمل أن وليام سوف تكون قادرة على كسب العيش كمدرس. في عام 1874م، انتقلوا إلى Provo، وفي عام 1875، وشرعوا في صنع الحلوى في مصنع أنها شيدت بجوار منزلهم. وليام ضرب الحجر الجيري التبريد بلاطة، مما تسبب في وفاته المفاجئة في عام 1878م.
1. كان لدى هاجر زوجته، أربعة أطفال في ذلك الوقت، وسعى إلى مواصلة العمل في صناعة الحلوى ودعمهم. وبحلول عام 1892 كان المتجر ناجحًا، وأصبح ثالث شركة تصنيع بالجملة في ولاية يوتاه.[2] وبعد ثلاث سنوات، أصبح وولدي هاجر والتر وجورج ويليام هم المالكين. في عام 1896 تم بيع أول حلوى في الولايات المتحدة، وهي حانة الأوبرا، بعشرة سنتات من هذا المصنع..عندما ضرب الأكتئاب وأعقب ذلك صعوبات اقتصادية، اشترى والتر ستارت أب مصالح أشقائه، ولكنه سرعان ما فقدها لصالح البنك. وفي النهاية، تم الحصول على أموال إضافية، وتمكنت شركة والتر من إعادة شراء النصف الشمالي من المصنع، حيث استمرت الشركة العمل.

وقد تم إدراجه في السجل الوطني للأماكن التاريخية في عام 1983.

## قراءة إضافية
- 2002. لجنة معالم مدينة بروفو «التاريخية».
- هينكلي، آن. «نموذج جرد المواقع التاريخية في يوتا.» جمعية يوتا التاريخية. يوليو 1975.
- هارتمان، شيريل. خدمة الحديقة الوطنية. «السجل الوطني لجرد الأماكن التاريخية - استمارة الترشيح». مايو 1983.

## روابط خارجية
- قوائم NRHP في بروفو يوتا